# Seguro a terceros
Un seguro a terceros es un tipo de seguro que cubre la responsabilidad civil que una persona tenga en el ejercicio de una determinada tarea frente a terceras personas de los daños materiales y personales que dicha persona pueda ocasionar a otras personas o bienes materiales.
En el caso específico de automóviles, en muchos países la ley obliga al propietario del vehículo a contratar un seguro de responsabilidad civil contra terceros por los daños materiales y personales que se pueda ocasionar con su vehículo a otro vehículo y sus ocupantes, como consecuencia de accidentes, también suele cubrir los daños a terceros transportados.
Dependiendo del tipo de póliza el seguro cubre al propietario del vehículo y a cualquier persona que conduzca el vehículo contra reclamos de responsabilidad con respecto a la muerte o lesiones a personas causadas por culpa del propietario o conductor del vehículo, pero no por daños. Un seguro obligatorio de terceros es la cobertura que cubre el tercero con el costo de reparación del vehículo, cualquier daño a la propiedad o gastos de medicamentos que se encuentran como resultado de un accidente por parte del asegurado. Esto puede incluir cualquier tipo de daño físico, lesiones corporales o daños a la propiedad y cubre el costo de todo tratamiento médico razonable por lesiones recibidas en el accidente, pérdida de salarios, servicios de costo de atención y, en algunos casos, compensación por dolor y sufrimiento. En particular, el automovilista o el asegurado es responsable de su propia pérdida ya que no está cubierto por ninguna pérdida en dicho tipo de seguro. 